# Taso Mathieson

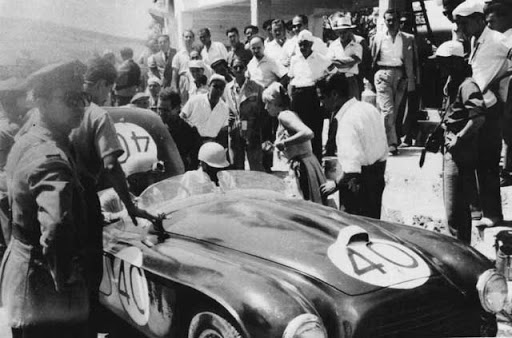
Taso Mathieson im Ferrari 166 MM bei der Targa Florio 1952

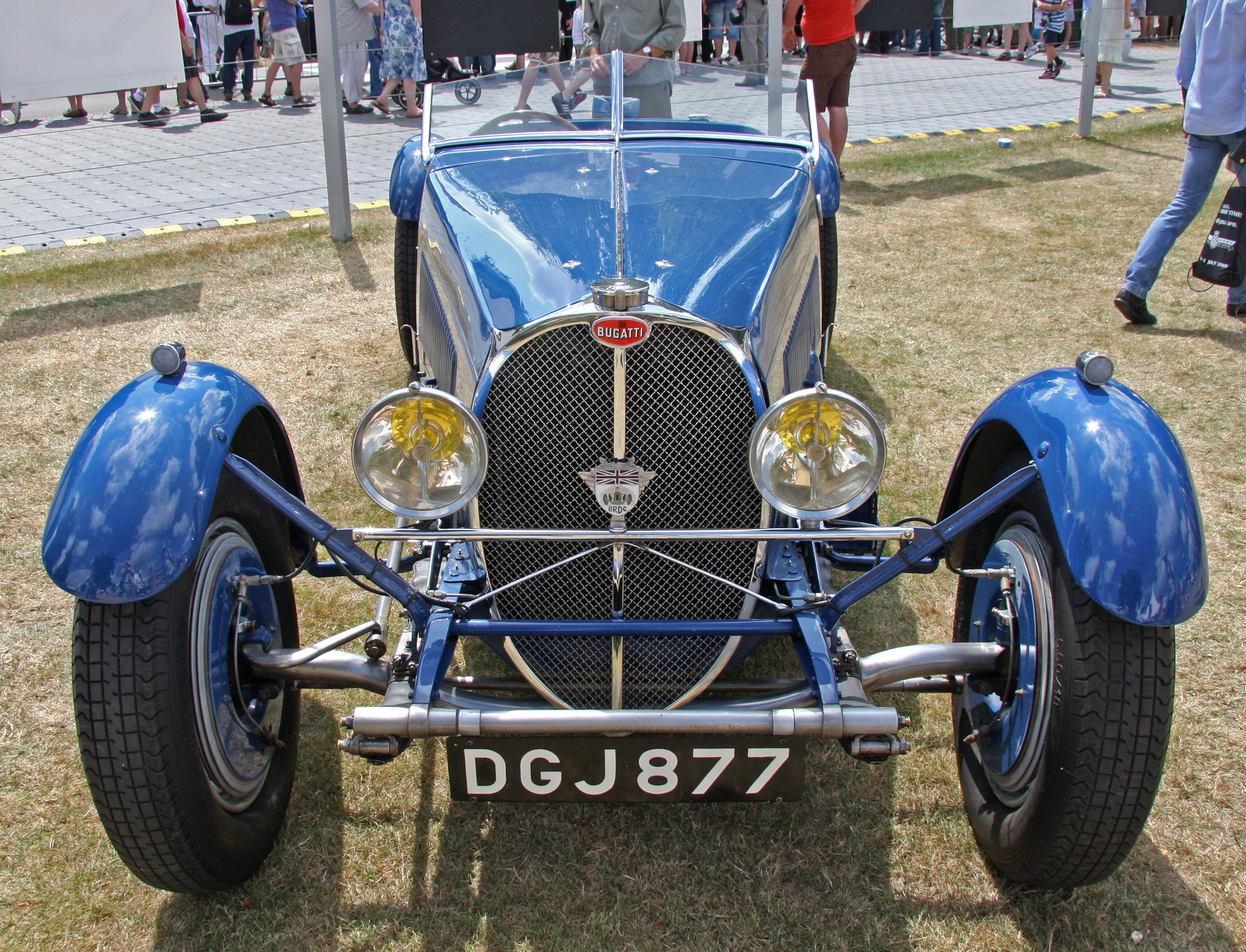
Auf einem Bugatti 57S gab Mathieson 1938 sein Comeback im Rennsport

Thomas Alastair Sutherland Ogilvy „Taso“ Mathieson, auch T. A. S. O. Mathieson (* 28. Juli 1908 in Glasgow; † 12. Oktober 1991 in Vichy) war ein britischer Autorennfahrer und Buchautor.

## Karriere im Motorsport
Taso Mathiesen begann seine Karriere in den frühen 1930er-Jahren bei Clubrennen in Schottland und England. Erste Erfolge feierte er auf der Rennbahn von Brooklands, wo er im März 1932 auf einem 2,3-Liter-Officine Meccaniche die Easter Bank-Holiday BARC Open gewann. Es folgten weitere Siege in Brooklands, die er allesamt auf Rennfahrzeugen der Marke Bugatti einfuhr. Neben den Starts bei Rundstreckenrennen war Mathieson zu Beginn seiner Karriere auch als Bergrennfahrer aktiv. Während der zweiten Hälfte des Jahres 1935 erkrankte Mathieson schwer und musste den Rennsport für einige Jahre aufgeben.
1938 kehrte er auf die Rennpisten zurück und gab auf einem Bugatti Type 57S sein Comeback mit einem dritten Rang beim Grand Prix des Frontières in Chimay. Im selben Jahr debütierte er beim 24-Stunden-Rennen von Le Mans. Viermal war er beim 24-Stunden-Rennen dort. Seine einzige Platzierung im Schlussklassement erreichte er bei seiner letzten Teilnahme 1950, als er mit Partner Dickie Stoop auf einem Frazer Nash Mille Miglia Neunter in der Gesamtwertung wurde und dabei einen Klassensieg erreichte. 
Nach dem Ende des Zweiten Weltkriegs war Taso Mathieson 1946 einer der ersten Briten, die auf dem europäischen Festland wieder Rennen fuhren. 1951 lag er bei der Targa Florio lange an der dritten Stelle. Bevor er den Frazer Nash Le Mans Replica an seinen Teamkollegen Jacques Pollet übergeben konnte, riss der Keilriemen und der Wagen fiel aus. 1952 wurde er, in diesem Jahr allein fahrend, Sechster bei der Targa. Diesmal war ein Ferrari 195S der Einsatzwagen.
Mathieson blieb bis 1955 als Fahrer aktiv und verfasste in den Folgejahren Motorsportbücher über die Frühzeit des Rennsports. Er starb nach langer Krankheit im Alter von 83 Jahren in Vichy, wo er seit Mitte der 1970er-Jahre wohnte. Er war bis zu seinem Tod mit der französischen Schauspielerin Mila Parély verheiratet.

## Statistik

### Le-Mans-Ergebnisse
| Jahr | Team                  | Fahrzeug                 | Teamkollege         | Platzierung            | Ausfallgrund                  |
| ---- | --------------------- | ------------------------ | ------------------- | ---------------------- | ----------------------------- |
| 1938 | Norbert-Jean Mahé     | Talbot T150C             | Freddie de Clifford | Ausfall                | Zündungsschaden               |
| 1939 | Luigi Chinetti        | Talbot T26               | Luigi Chinetti      | Ausfall                | Unfall                        |
| 1949 | Mrs. R.P. Hichens     | Aston Martin DB1         | Pierre Maréchal     | Ausfall                | Tödlicher Unfall von Maréchal |
| 1950 | Harold John Aldington | Frazer Nash Milla Miglia | Dickie Stoop        | Rang 9 und Klassensieg |                               |